# Остаган
Остага́н (каз. Өзтоған) — село у складі району Шал-акина Північноказахстанської області Казахстану. Входить до складу Семипольського сільського округу, раніше входило до складу Ступінської сільської ради.
Населення — 125 осіб (2021; 200 у 2009, 335 у 1999, 534 у 1989).
Національний склад станом на 1989 рік:
- росіяни — 35 %
- німці — 23 %.